# Thomas Pollock
Thomas Allen "Tom" Pollock, född 1 augusti 1925 i Red Deer i Alberta, död 17 augusti 1994 i Red Deer, var en kanadensisk ishockeyspelare.
Pollock blev olympisk guldmedaljör i ishockey vid vinterspelen 1952 i Oslo.